# バビルサの牙
『バビルサの牙』（-キバ）は、2014年12月17日にビクターエンタテインメントから発売された、柴田淳の10枚目のスタジオ・アルバム。規格品番はVIZL-78001（初回限定盤）VICL-64265（通常盤）。

## 概要
スタジオ・アルバムとしては前作『あなたと見た夢 君のいない朝』から1年9か月ぶりとなった。
収録曲の『車窓』はテレビ朝日系木曜ミステリー『科捜研の女』の主題歌に使用され、『おかえりなさい。』以来約9年振りとなるドラマ・タイアップとなった。
初回限定盤はデジパック仕様+プラチナSHM-CD仕様。

## 制作
柴田は、BARKSの大橋美貴子とのインタビュー内で、題名にもなったバビルサについて、自らを突き刺すように伸びていることから「死を見つめる動物」という異名から、本作についても死を見つめて作ったのではないかと言われたと話している。
他にも、その意図を否定したうえで、牙の長さが異性を引き付ける反面、牙が折れると子孫繁栄から遠ざかると同時に長生きできるという、両極端な性質に惹かれたことや、転んで歯を折ってしまった際に、自らを牙の折れたバビルサに重ねたことがアルバム制作のきっかけとなったと話している。

## 収録曲
| 全作詞・作曲: 柴田淳。 |                                   |           |            |                   |      |
| #                      | タイトル                          | 作詞      | 作曲・編曲 | 編曲              | 時間 |
| 1.                     | 「王妃の微笑み」                  | 柴田淳    | 柴田淳     | 坂本昌之          | 5:32 |
| 2.                     | 「反面教師」                      | 柴田淳    | 柴田淳     | 森俊之            | 6:22 |
| 3.                     | 「白い鎖」                        | 柴田淳    | 柴田淳     | 坂本昌之          | 6:20 |
| 4.                     | 「牙が折れても ～instrumental～」 | 柴田淳    | 柴田淳     |                   | 3:02 |
| 5.                     | 「車窓」                          | 柴田淳    | 柴田淳     | 坂本昌之          | 5:12 |
| 6.                     | 「哀れな女たち」                  | 柴田淳    | 柴田淳     | 坂本昌之+C.C.KING | 7:06 |
| 7.                     | 「ピュア」                        | 柴田淳    | 柴田淳     | 柴田淳            | 6:28 |
| 8.                     | 「愛のかたち」                    | 柴田淳    | 柴田淳     | 森俊之            | 6:01 |
| 9.                     | 「横顔」                          | 柴田淳    | 柴田淳     | 坂本昌之          | 6:06 |
| 10.                    | 「記憶」                          | 柴田淳    | 柴田淳     | 澤近泰輔          | 5:09 |
| 合計時間:              | 合計時間:                         | 合計時間: | 57:18      |                   |      |